# Abadia de Notre-Dame de Port du Salut
A Abadia de Notre-Dame de Port-du-Salut (em Português: Nossa Senhora do Porto da Salvação) é uma abadia católica cisterciense (transita) que se localiza no município de Entrammes, na França.

## História
A Abadia trapista nasceu no começo do século XIX. Em 21 de fevereiro de 1815, depois da revogação da supressão das ordens religiosas feita por Napoleão, os trapistas voltaram à antiga Abadia de Entrammes, sendo Bernard de Girmond o primeiro Abade. A consagração da Abadia deu-se aos 10 de dezembro de 1816, no pontificado de Pio VII.

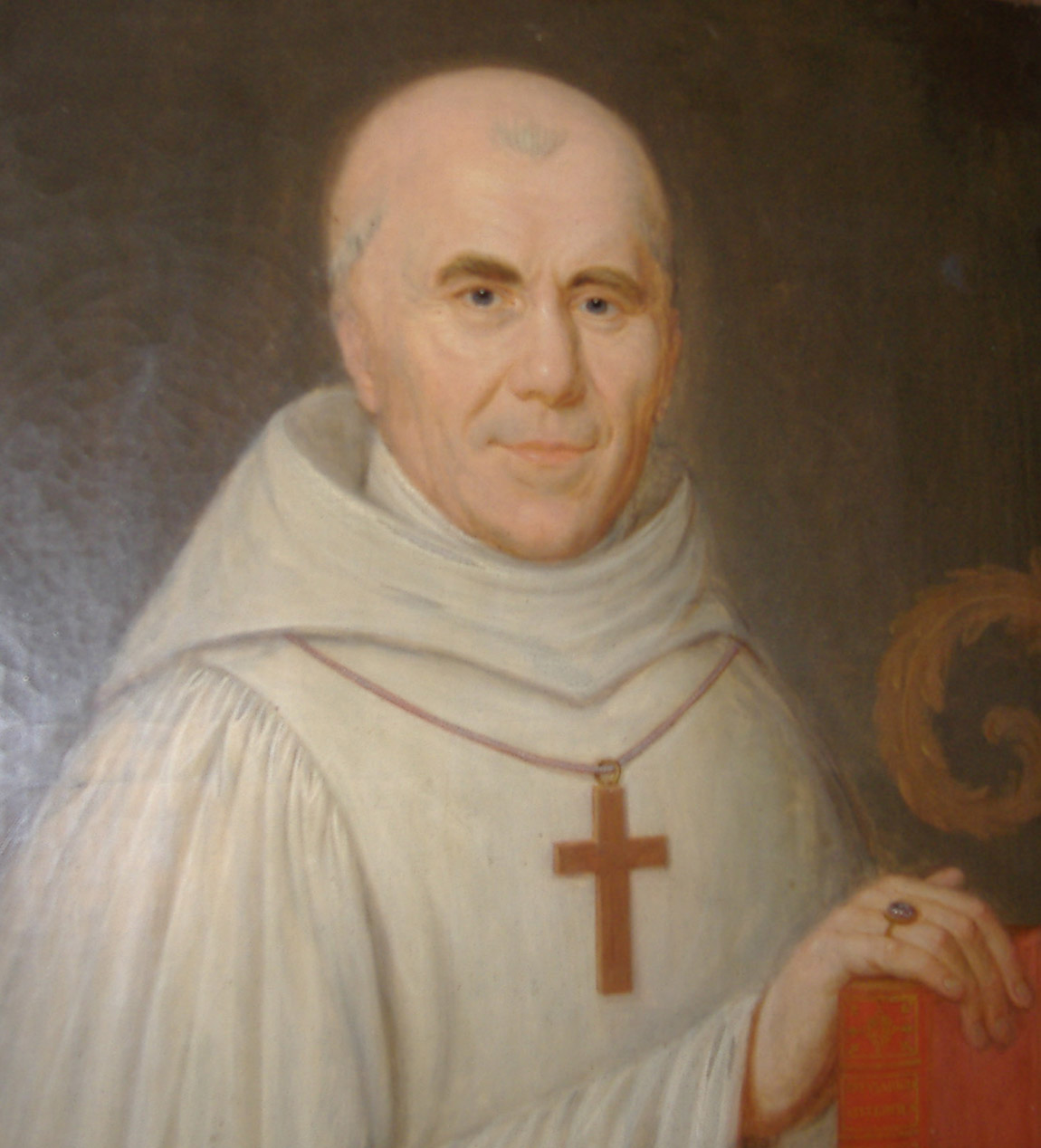
Bernard de Girmont, primeiro Abade, em 1815.

Atualmente, na Abadia, em frente do priorado, foi construída uma hospedaria com 35 quartos para os peregrinos e os visitantes em retiro espiritual. Possui também uma pequena hospedaria para os casos de emergência. Na entrada da Abadia, à esquerda, existe uma pequena loja de produtos monásticos e, acima desta, uma amostra histórica e fotográfica da Abadia.
Os monges, desde que chegaram à Abadia, produziam um queijo, o famoso Port-Salut. Atualmente, a produção do queijo parou, substituída pela produção de mel e de velas perfumadas. Outros monges cuidam da horta e do jardim, e outros de encadernação de livros.

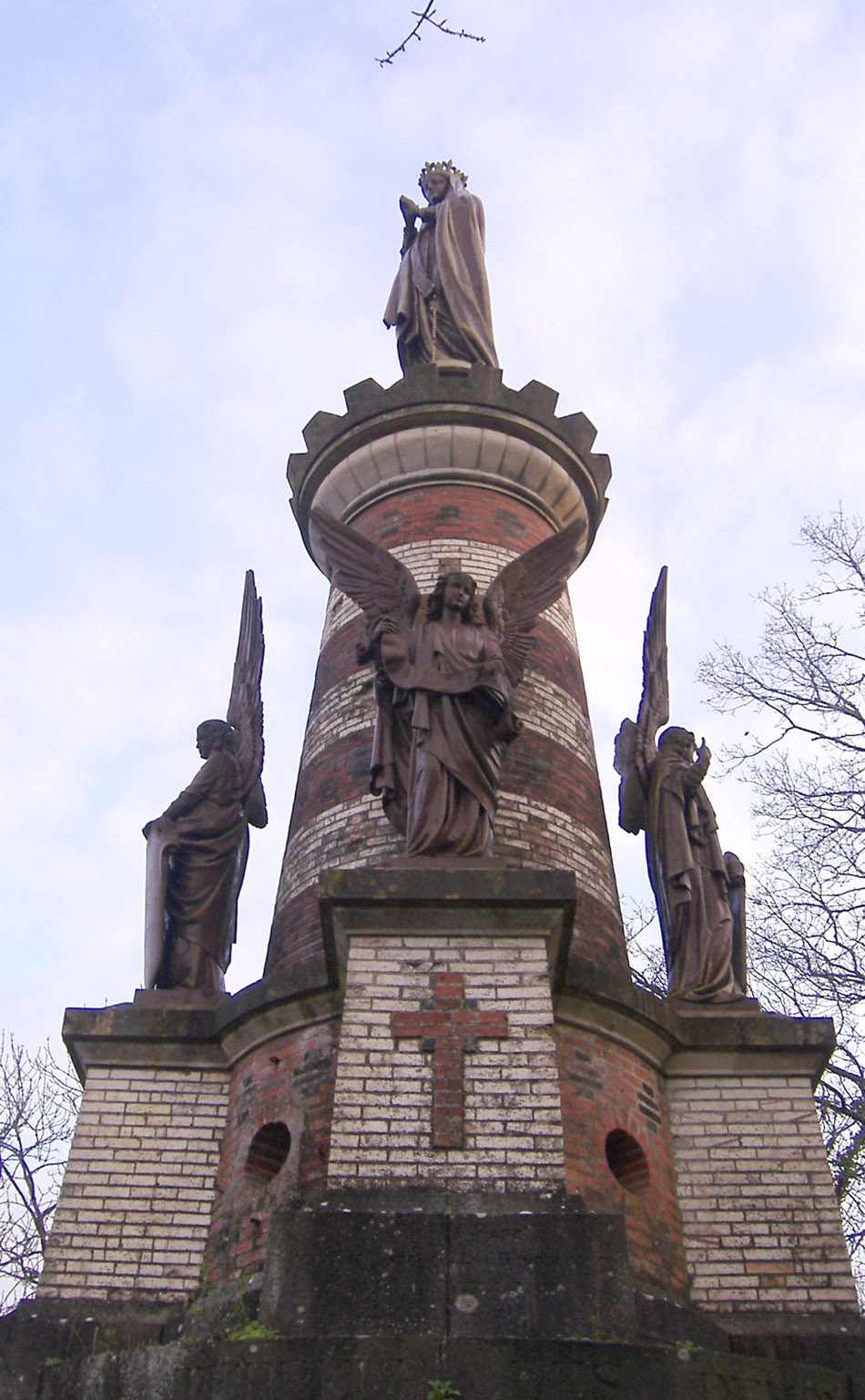
A coluna de Nossa Senhora do Triunfo.

### Nossa Senhora do Triumfo
Atrás da Abadia, pode-se ver uma colina com uma pequena floresta. Subindo, o caminho levará à coluna de Nossa Senhora do Triunfo. Nessa coluna há uma inscrição que menciona uma indulgência de 100 dias (atualmente uma indulgência parcial), concedida pelo Papa Pio IX a todos aqueles que rezem 3 Ave Marias em frente desta imagem da Virgem Maria.

## Transporte
Na Abadia pode-se chegar de trem até Laval, e depois pegar um autocarro (ônibus) ou táxi até Entrammes.

## Galeria de fotos

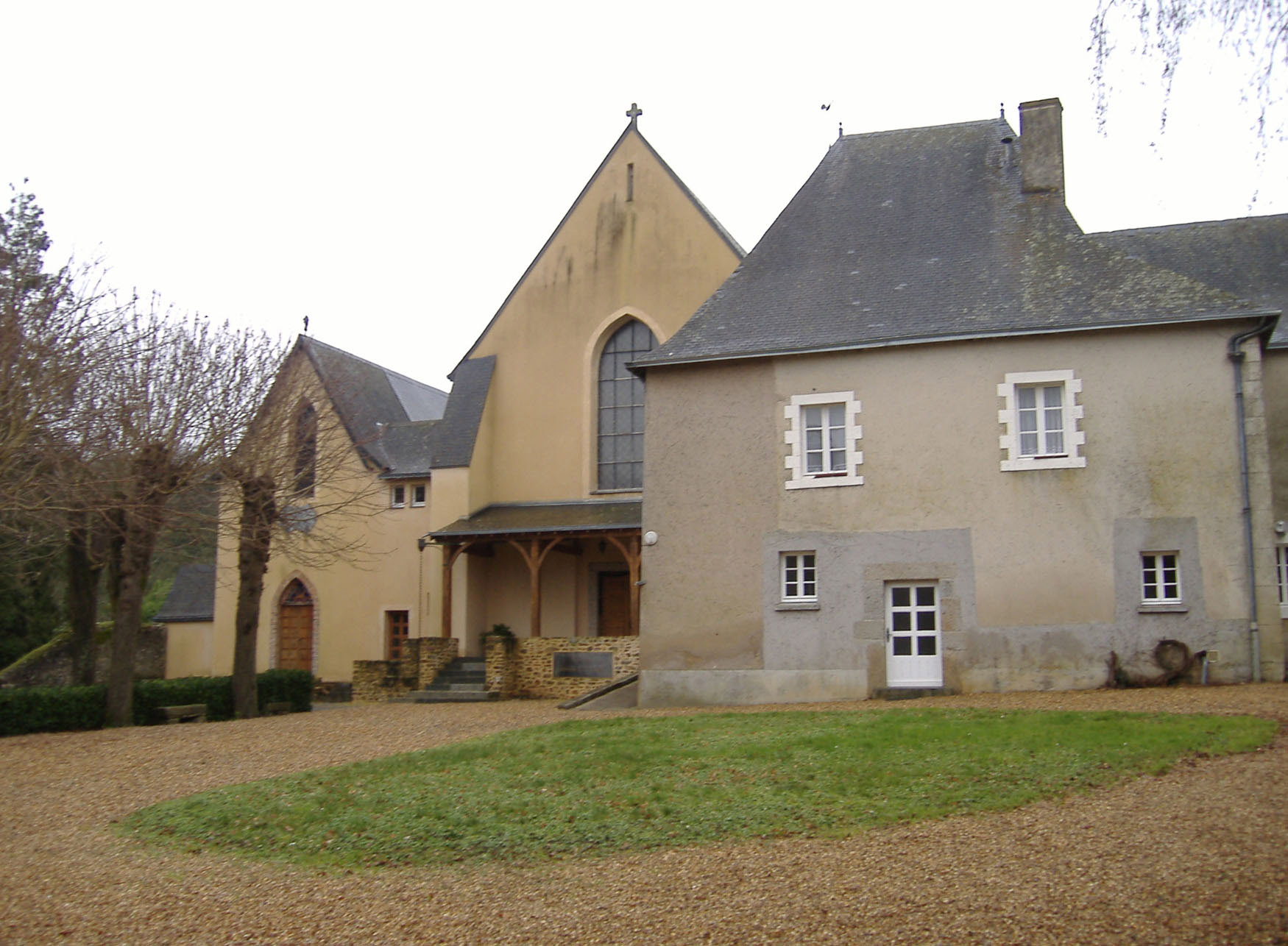
A igreja da Abadia
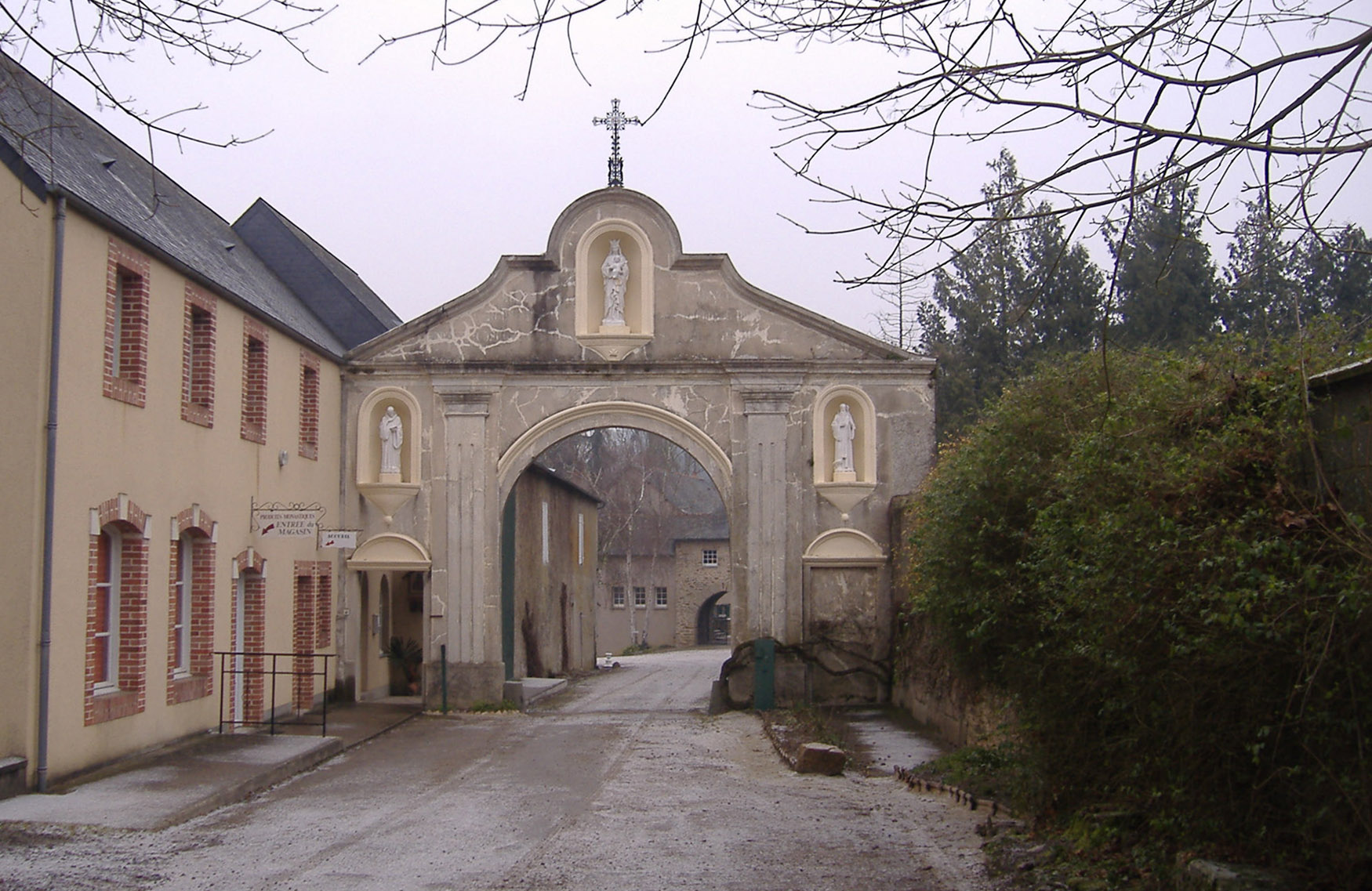
A entrada da Abadia, com à esquerda a loja de produtos